# Lecythis serrata
Lecythis serrata är en tvåhjärtbladig växtart som beskrevs av Scott A. Mori. Lecythis serrata ingår i släktet Lecythis och familjen Lecythidaceae. IUCN kategoriserar arten globalt som nära hotad. Inga underarter finns listade i Catalogue of Life.